# ویک‌کاوس
ویک‌کاوس (فنلاندی: Veikkaus) یک شرکت دولتی فنلاندی است که انحصار قمار را در این کشور در اختیار دارد. این آژانس در سال ۲۰۱۷ با ادغام سه آژانس شرط‌بندی و قمار قبلی ویک‌کاوس، فین‌توتو و انجمن دستگاه‌های اسلات فنلاند تشکیل شد.
در ژانویه ۲۰۱۹، ویک‌کاوس طرحی را برای کاهش حدود ۴۰۰ موقعیت شغلی نیروی کار خود اعلام کرد، ضمن اینکه «اصلاحات اساسی قابل توجهی در مکان‌های بازی ما و پایان دادن به تجارت میزهای بازی رستوران» را نیز اعلام کرد.
یک نظرسنجی که توسط متخصص نظرسنجی فنلاندی، بیلندی، به نمایندگی از Kasino Curt انجام شده است، نشان می‌دهد که تعداد فنلاندی‌هایی که از ایده لغو انحصار قمار فنلاند و اتخاذ سیستم مجوز قمار حمایت می‌کنند، بیشتر از تعداد مخالفان است. این مصاحبه‌ها در پنل مصرف‌کنندگان سراسری شرکت Bilendi Oy در طول ۲۰ تا ۲۴ مارس ۲۰۱۹ انجام شد. حاشیه خطای نظرسنجی ±۳.۱ درصد است.
این نظرسنجی نشان داد که ۳۱ درصد از فنلاندی‌ها خواهان لغو انحصار قمار و اتخاذ یک سیستم مجوز قمار به جای آن هستند، در حالی که ۲۷ درصد از فنلاندی‌ها با این ایده مخالفند. بقیه یا نمی‌توانند نظر خود را بیان کنند یا موضع بی‌طرفانه‌ای در این مورد دارند.
در سپتامبر ۲۰۲۲، مدیرعامل شرکت ویک‌کاوس، اولی سارکوسکی، به دلیل ناتوانی این شرکت در تأمین نیازهای قمار فنلاندی‌ها، از لغو انحصار ویک‌کاوس حمایت کرد، زیرا بیش از ۶۰ درصد از شرط‌بندی اینترنتی در فنلاند به بازارهای غیرقانونی روی آورده‌اند.

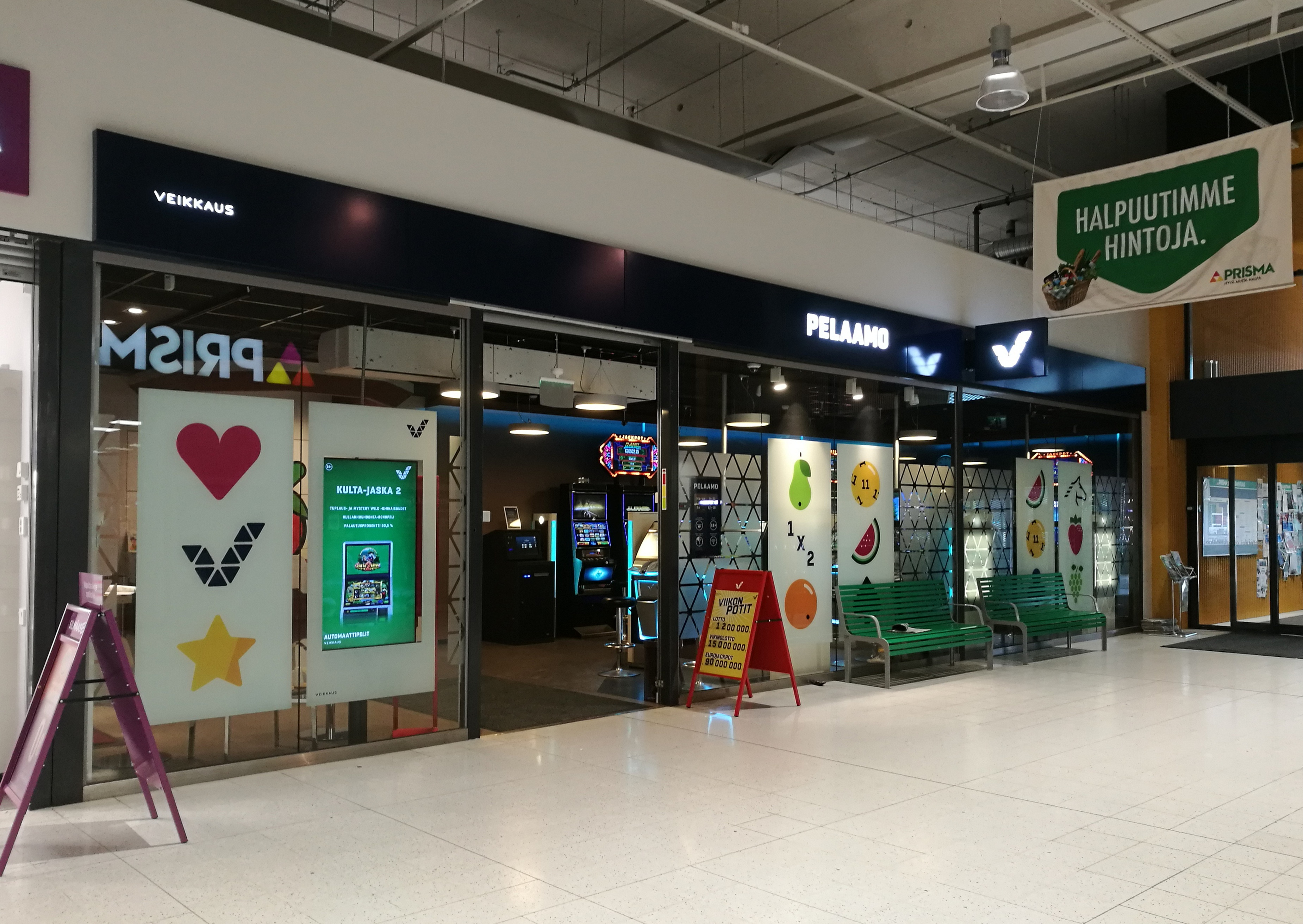
دستگاه قمار ویک‌کاوس در فروشگاه پریسما در اولو، فنلاند
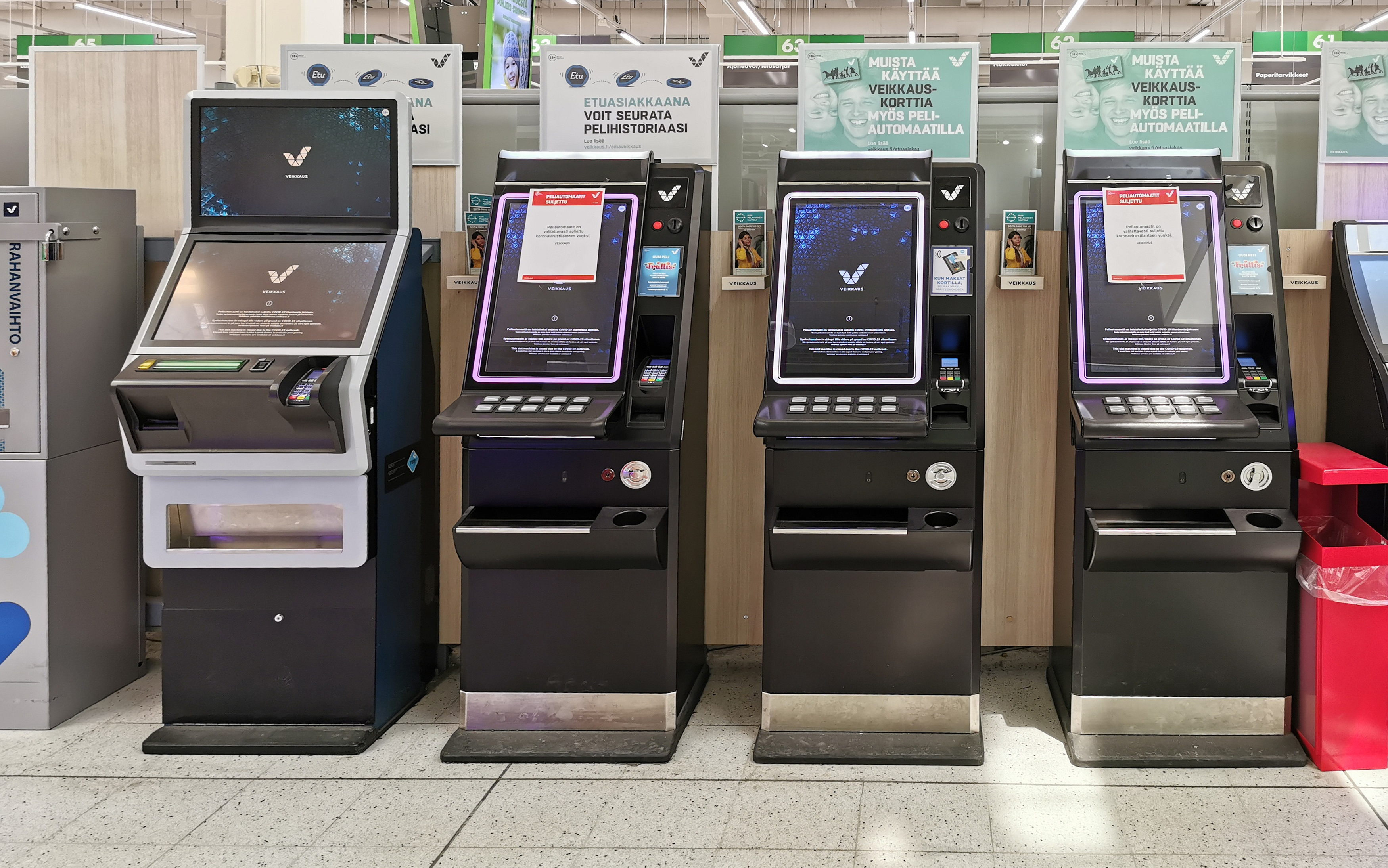
ماشین اسلات ویک‌کاوس
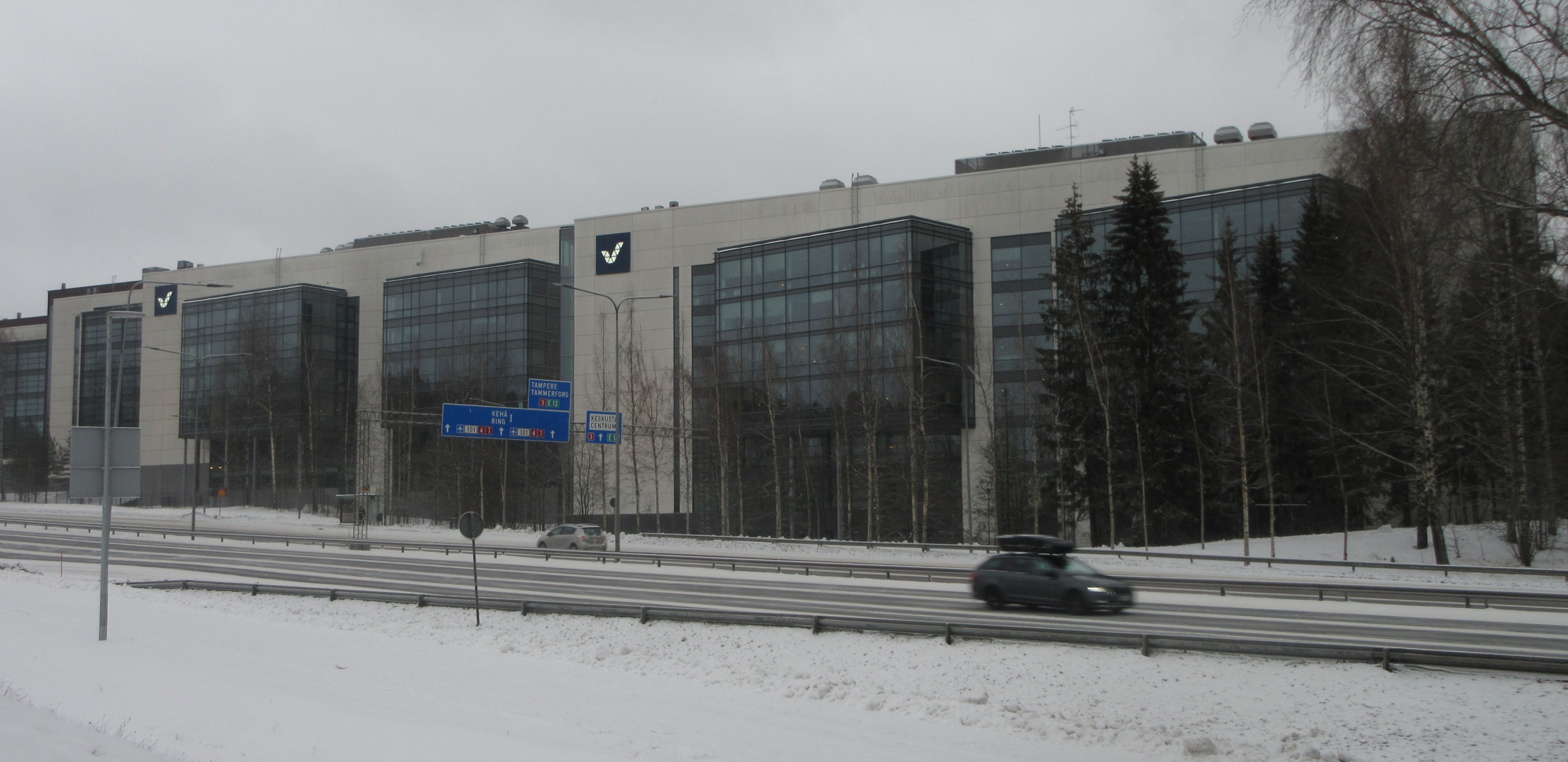
دفتر مرکزی ویک‌کاوس

## توزیع سود
توزیع سود ویک‌کاوس  در قانون تعیین شده است. سود به شرح زیر بین ذینفعان خاص وزارتخانه توزیع می‌شود:
- ۵۳٪ به وزارت آموزش و پرورش و فرهنگ برای بهبود ورزش و تربیت بدنی، علوم، هنر و کار جوانان؛
- ۴۳٪ به وزارت امور اجتماعی و بهداشت برای بهبود سلامت و رفاه اجتماعی؛
- ۴٪ به وزارت کشاورزی و جنگلداری برای بهبود مسابقات اسب دوانی.